# Nation crie de Mosakahiken
La Nation crie de Mosakahiken est une bande indienne de la Première Nation crie du Manitoba au Canada. Elle possède cinq réserves. Elle est signataire du Traité 5 et est membre du Conseil tribal des Swampy Cree.

## Géographie
La Nation crie de Mosakahiken possède cinq réserves au Manitoba : Moose Lake 31A, Moose Lake 31C, Moose Lake 31D, Moose Lake 31G et Moose Lake 31J.

## Annexe